# Phare de Sauzon
Phare de Sauzon ist der Name eines Leuchtturms auf der Insel Belle-Île, zur französischen Gemeinde Sauzon im Département Morbihan gehörend. Er hat eine Tragweite von 8 Seemeilen.
Der Leuchtturm befindet sich auf der westlichen Mole, ca. 1,5 Seemeilen südlich der Poine des Poulains und nahm am 15. August 1859 seinen Dienst auf. Er ist nicht bewacht und kann nicht besichtigt werden.

Kart von Belle-Île